# BREW

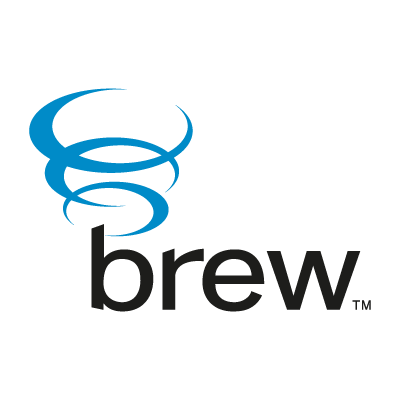

BREW(Binary Runtime Environment for Wireless, Brew MP)는 본래 CDMA 휴대전화를 대상으로, 모바일 게임과 같은 타사 응용 프로그램에 기능을 제공하기 위하여, 퀄컴이 개발한 응용 프로그램 개발 플랫폼이다. 일부 피처 폰에서 제공되지만 스마트폰에는 제공되지 않는다. 2001년 9월에 처음 선보였다.
게임을 즐기거나 메시지를 보내거나 사진을 공유하기 위해 조그마한 프로그램을 내려받아 실행하는 소프트웨어 플랫폼으로서, Brew MP의 이점은 표준화된 집합의 API를 제공함으로써 모든 Brew MP 장치에 걸쳐 응용 프로그램 개발자들이 쉽게 그들의 응용 프로그램들을 이식할 수 있다는 것이다. Brew MP가 적용된 핸드셋용 소프트웨어는 자유롭게 내려받을 수 있는 Brew MP SDK를 이용하여 C와 C++로 개발할 수 있다. Brew 런타임 라이브러리는 무선 장치 온 칩 펌웨어나 운영 체제의 일부이며, 이를 이용하면 프로그래머들이 시스템 인터페이스를 위한 코드나 무선 응용 프로그램의 이해 없이도 응용 프로그램들을 개발할 수 있다. Brew는 가짜(pseudo) 운영 체제로 기술되기는 하지만 진정한 모바일 운영 체제는 아니다. Brew는 자바 ME와 같은 가상 머신이 아니지만 네이티브 코드를 구동할 수 있다.

## 개발 비용
2006년 3월 이후로 개발자들을 위한, 가격이 가장 낮은 디지털 서명 패키지는 100개 응용 프로그램 제출에 400$ (미국 달러 기준)의 비용이 든다.

## 같이 보기
- 자바 ME